# Видински възвишения
Видинските възвишения (на английски: Vidin Heights) са предимно покрити с лед възвишения на Ливингстън (Южни Шетлъндски острови) в Антарктика. Наименувани са на град Видин.
Намират се на полуостров Варна, заемащ североизточната част на острова. Дълги са приблизително 8 километра от северния край на седловината Лесли (Leslie Gap) на изток-североизток към нос Инот (Inott Point) и около 9,6 километра на север-североизток към нунатак Сейер (Sayer Nunatak).
Най-високата точка е връх Мизия, издигащ се на височина 604 метра.